# Камышевка (Матвеево-Курганский район)
Камышевка — село в Матвеево-Курганском районе Ростовской области.
Входит в состав Матвеево-Курганского сельского поселения.

## Население
| 2010 | 2014 |
| ---- | ---- |
| 129  | ↗195 |

## Улицы
- ул. Верхняя,
- ул. Восточная,
- ул. Нижняя.